# Ernő Hetényi
Ernő Hetényi (* 13. Februar 1912 in Budapest; † 17. September 1999 ebenda) war ein ungarischer Autor und Buddhologe. Er gründete den osteuropäischen Zweig des tantrisch-buddhistischen Ordens Arya Maitreya Mandala, den er über Jahrzehnte leitete.

## Leben und Wirken
Hetényis Vater war der ungarische Operettenkomponist Albert Hetényi Heidelberg (1875–1951).
Nachdem Hetényi am 29. März 1953 die Initiation in das Arya Maitreya Mandala empfing, berief ihn Lama Anagarika Govinda zum Leiter seines Ordens für Osteuropa. 1956 gründete er in Budapest das erste europäische akademische Seminar des Ordens, das "Alexander Csoma de Körös Institute for Buddhology" (Kőrösi Csoma Sándor Buddhológiai Intézet), für das unter anderen Stephan Pálos und der deutsche Kulturwissenschaftler Günther Däss tätig waren. Dem Institut wurde später das vietnamesische "Bồ-Tát-Csoma-Instituto por Budhologio" in Vũng Tàu unter Leitung von Rudolf Petri angeschlossen wurde. Hetényi unterhielt enge Kontakte zu buddhistischen Gelehrten in der Mongolei und besuchte Ulan Bator.
Hetényis Werke umfassen ein weites Spektrum an buddhismuskundlichen Themen.
Er ist auch als Chronist der Buddhismusforschung und des Buddhismus in Ungarn hervorgetreten. Insbesondere machte er sich einen Namen für die Erforschung des Lebens und Wirkens von Sándor Csoma. Er verfasste auch zahlreiche Schriften zur Entwicklung des Buddhismus und der Buddhismusforschung in Ungarn.
Im Februar 2012, zum einhundertsten Geburtstag, gedachte sein Orden Arya Maitreya Mandala weltweit Hetényis als eines Pioniers.

## Werke
Anmerkung: Ernő Hetényi veröffentlichte auch unter den deutschen und englischen Namensformen Ernst Hetenyi und Ernest Hentenyi.
- Kőrösi Csoma Sándor dokumentáció. Budapest 1982, ISBN 9789630006385
- Alexander Csoma de Körös. The Hungarian Bodhisattva. Budapest 1984
- A Változás Könyve. Háttér 1989, ISBN 9789637403361
- Tibeti Halottaskönyv. Hatter Kiado 1991, ISBN 978-9637455339
- Tibeti tanítók titkos tanításai. Trivium Kiadó 1996, ISBN 9789637570100